# Chrono Champenois – Trophée Européen
Der Chrono Champenois – Trophée Européen war ein französisches Straßenradrennen, das als Einzelzeitfahren ausgetragen wurde.
Der Chrono Champenois fand jährlich im September in Bétheny bei Reims statt; seit 1989 für Frauen und seit 1998 auch für Männer. Das Rennen war Teil des UCI-Kalenders, für die Frauen mit UCI-Kategorie 1.1, für die Männer mit Kategorie 1.2.
Rekordsiegerinnen sind die Französin Jeannie Longo-Ciprelli und die Schweizerin Karin Thürig mit jeweils vier Erfolgen.

## Palmarès

### Frauen
| Jahr                   | Sieger                            | Zweiter                | Dritter                |
| ---------------------- | --------------------------------- | ---------------------- | ---------------------- |
| 1989                   | Nathalie Six                      |                        |                        |
| 1990                   | Nathalie Gendron                  |                        |                        |
| 1991                   | Nathalie Gendron                  | Géraldine Quéniart     | Françoise Leprod'homme |
| 1992                   | Jeannie Longo-Ciprelli            | Géraldine Quéniart     | Cécile Odin            |
| 1993                   | Swetlana Bubnenkowa               | Walentina Polchanowa   | Jeannie Longo-Ciprelli |
| 1994                   | Swetlana Anatoljewna Samochwalowa | Swetlana Bubnenkowa    | Walentina Polchanowa   |
| 1995                   | Jeannie Longo-Ciprelli            | Lotte Bak              | Sophie Swaertvaeger    |
| 1996                   | Jeannie Longo-Ciprelli            | Alessandra Cappellotto | Gabriella Pregnolato   |
| 1997                   | Alessandra Cappellotto            | Sülfija Sabirowa       | Kathy Watt             |
| 1998                   | Sülfija Sabirowa                  | Walentina Polchanowa   | Imelda Chiappa         |
| 1999                   | Jeannie Longo-Ciprelli            | Walentina Polchanowa   | Antonella Bellutti     |
| 2000 nicht ausgetragen |                                   |                        |                        |
| 2001                   | Kirsty Nicole Robb                | Sara Carrigan          | Olga Sabelinskaja      |
| 2002                   | Sülfija Sabirowa                  | Sara Carrigan          | Jeannie Longo-Ciprelli |
| 2003                   | Hanka Kupfernagel                 | Karin Thürig           | Sülfija Sabirowa       |
| 2004                   | Karin Thürig                      | Priska Doppmann        | Giovanna Troldi        |
| 2005                   | Kathy Watt                        | Jeannie Longo-Ciprelli | Wendy Houvenaghel      |
| 2006                   | Karin Thürig                      | Christiane Soeder      | Andrea Thürig          |
| 2007                   | Karin Thürig                      | Amber Neben            | Mirjam Melchers        |
| 2008                   | Karin Thürig                      | Loes Gunnewijk         | Amber Neben            |
| 2009                   | Wendy Houvenaghel                 | Julia Shaw             | Grace Verbeke          |
| 2010                   | Anne Samplonius                   | Judith Arndt           | Olga Sabelinskaja      |
| 2011                   | Judith Arndt                      | Amber Neben            | Wendy Houvenaghel      |
| 2012                   | Wendy Houvenaghel                 | Carmen Small           | Olga Sabelinskaja      |
| 2013                   | Ellen van Dijk                    | Carmen Small           | Shara Gillow           |
| 2014                   | Hanna Solowej                     | Ellen van Dijk         | Katrin Garfoot         |
| 2015                   | Ann-Sophie Duyck                  | Tiffany Cromwell       | Hayley Simmonds        |
| 2016                   | Katrin Garfoot                    | Olga Sabelinskaja      | Ellen van Dijk         |
| 2017 nicht ausgetragen |                                   |                        |                        |
| 2018                   | Leah Thomas                       | Olga Sabelinskaja      | Hayley Simmonds        |
| 2019                   | Vita Heine                        | Mieke Kröger           | Marlen Reusser         |

### Männer
| Jahr                   | Sieger                  | Zweiter                           | Dritter                       |
| ---------------------- | ----------------------- | --------------------------------- | ----------------------------- |
| 1998                   | László Bodrogi          | Frédéric Finot                    | Stéphane Celle                |
| 1999                   | Linas Balčiūnas         | David Derepas                     | Peter Schep                   |
| 2000 nicht ausgetragen |                         |                                   |                               |
| 2001                   | Steve Fogen             | Guillaume Canet                   | Xavier Pache                  |
| 2002                   | Tomas Vaitkus           | Olivier Kaisen                    | Francesco Rivera              |
| 2003                   | Émilien-Benoît Bergès   | Romain Genter                     | Dominique Rollin              |
| 2004                   | Andrej Kunizki          | Florian Morizot                   | Jeff Sherstobitoff            |
| 2005                   | Mathieu Heijboer        | Stef Clement                      | Alberto Kunz                  |
| 2006                   | Matti Helminen          | Alexander Gennadjewitsch Bespalow | Peter Latham                  |
| 2007                   | Cameron Wurf            | Mateusz Taciak                    | Michael Tronborg              |
| 2008                   | Adriano Malori          | Andreas Henig                     | Matti Helminen                |
| 2009                   | Adriano Malori          | Westley Gough                     | David McCann                  |
| 2010                   | Rasmus Christian Quaade | Matti Helminen                    | Luke Durbridge                |
| 2011                   | Luke Durbridge          | Rasmus Christian Quaade           | Anton Gennadjewitsch Worobjow |
| 2012                   | Rohan Dennis            | Sergei Tschernezki                | Rasmus Christian Quaade       |
| 2013                   | Campbell Flakemore      | Damien Howson                     | Stefan Küng                   |
| 2014                   | Rasmus Christian Quaade | Reidar Bohlin Borgersen           | Campbell Flakemore            |
| 2015                   | Filippo Ganna           | Vegard Stake Laengen              | Davide Martinelli             |
| 2016                   | Daniel Westmattelmann   | Reidar Bohlin Borgersen           | Nathan Van Hooydonck          |
| 2017 nicht ausgetragen |                         |                                   |                               |
| 2018                   | Martin Toft Madsen      | Mikkel Bjerg                      | Hamish Bond                   |
| 2019                   | Mikkel Bjerg            | Justin Wolf                       | Martin Toft Madsen            |